# Mario Kotaska

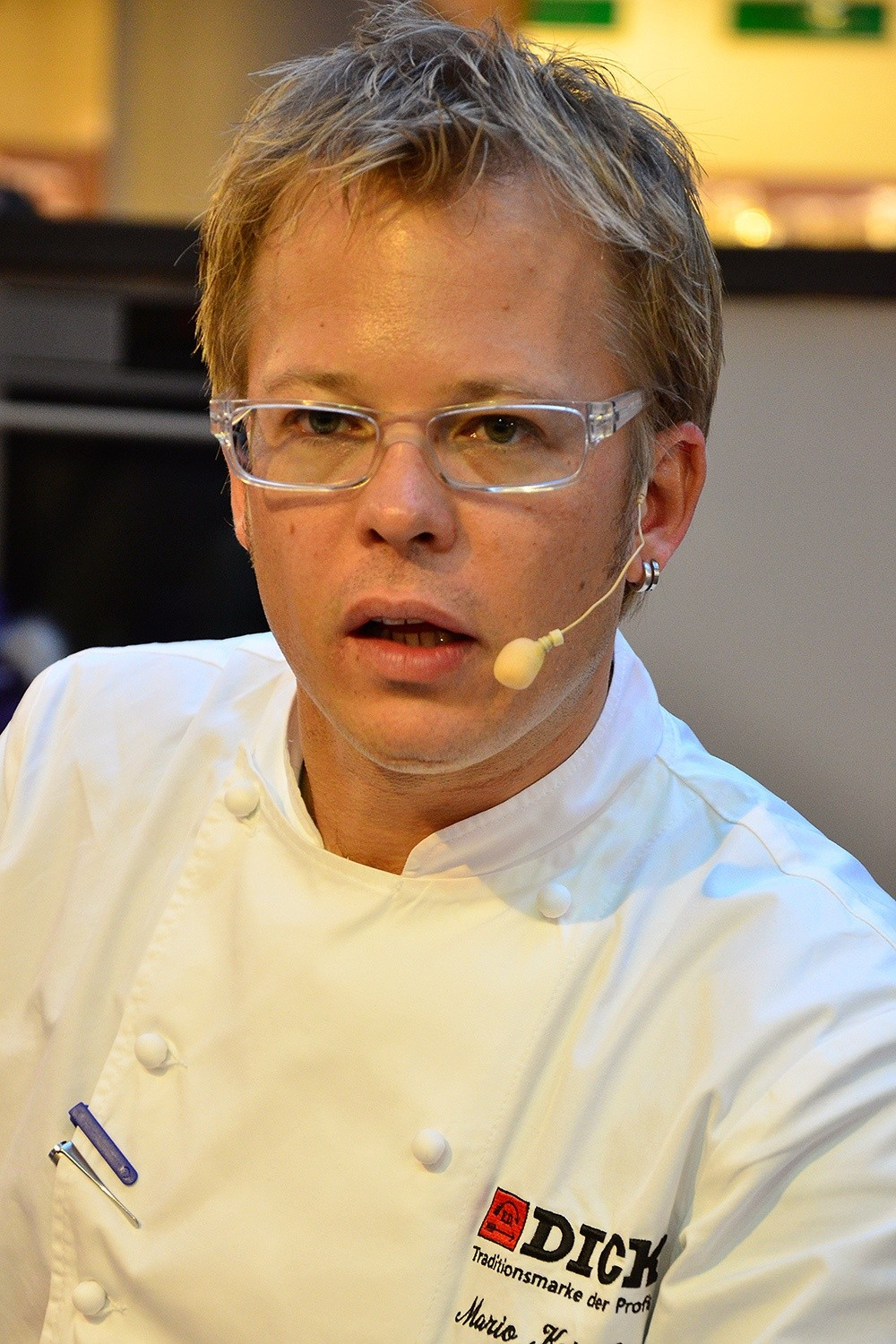
Mario Kotaska (2012)

Mario Kotaska (* 28. November 1973 in Kassel) ist ein deutscher Koch und Fernsehmoderator. Überregional bekannt wurde er durch die Kochsendungen Die Kochprofis – Einsatz am Herd bei RTL II und die Die Küchenchefs bei VOX. Er ist derzeit als Juror und Moderator der Sendung Die Küchenschlacht und als Koch bei Volle Kanne im ZDF tätig.

## Leben und Werdegang
Kotaska wurde als Sohn der Puppenkünstlerin Gudrun Kotaska und des Verwaltungsoberrats Roland Kotaska geboren. Ab 1984 besuchte er das Kasseler Friedrichsgymnasium, wo er im Mai 1994 das Abitur ablegte. 1990 verbrachte er ein Austauschjahr an der Carbon County Christian High School in Palmerton, Pennsylvania.
Nach dem Abitur 1994 begann Kotaska im Schlosshotel Bühlerhöhe im badischen Bühl die Ausbildung zum Hotelfachmann, brach diese aber ab und erlernte zwischen 1995 und 1998 im Gourmetrestaurant Imperial Schlosshotel Bühlerhöhe unter dem damaligen Küchenchef Wolfgang Müller den Beruf des Kochs. Im Anschluss arbeitete er dort als Commis de Cuisine (Jungkoch) und wechselte im Oktober 1998 in das durch Stefan Marquard eröffnete Restaurant 3 Stuben in Meersburg als Demi-Chef de Cuisine. Im Dezember 1998 absolvierte er ein Praktikum bei Harald Wohlfahrt in der Schwarzwaldstube im Hotel Traube Tonbach in Baiersbronn-Tonbach. Bereits ab Januar 1999 wirkte er als Chef de Partie Entremetier im Gourmetrestaurant Imperial des Schlosshotels Bühlerhöhe. Im September 1999 wurde er Chef de Partie im Restaurant Holbein’s in Frankfurt am Main. Ab Dezember 1999 war er als Chef de Partie Gardemanger/Pâtissier im Restaurant Die Quadriga im Hotel Brandenburger Hof in Berlin tätig. Im November 2000 wurde er Souschef im Gourmetrestaurant Andermann Bar & Restaurant Andermann GmbH in Berlin. Hier erwarb Kotaska die Ausbildereignung. 2001 verhalf er dem Restaurant Andermann zum ersten Michelin-Stern.
Im August 2002 machte er ein Praktikum in der Agentur Kochende Leidenschaft in Bad Oeynhausen und nahm an der nationalen Ausscheidung zum Prix culinaire international Pierre Taittinger teil. Er belegte mit dem besten Fischgericht (Sauerbraten vom Seeteufel mit einem getrüffelten Hummer-Lauch-Kuchen) den zweiten Platz.
Von 2003 bis Februar 2011 war er Chef de Cuisine (Küchenchef) im La Societé im Kölner Viertel Kwartier Latäng. 2003 wurden dem Restaurant 16 von 20 Punkten vom Gault-Millau verliehen. 2006 zeichnete der Guide Michelin das Restaurant mit einem Stern aus. Des Weiteren wurden vergeben: 2,5 F in Der Feinschmecker; 2,5 Löffel im Schlemmer Atlas und 2 Hauben im Bertelsmann Guide.
Ein Kölner Cateringunternehmen, das mit Kotaska zusammenarbeitet, betreibt unter der Marke „bratwerk – by mario kotaska“ zwei mobile Imbissstände.
Vom 12. April 2005 bis 20. Mai 2009 war Mario Kotaska Teil des Teams der Doku-Soap Die Kochprofis – Einsatz am Herd bei RTL II. Seit dem 25. Oktober 2009 ist er in der VOX-Sendung Die Küchenchefs zu sehen. In der Küchenschlacht ist er seit Juni 2014 auch als Moderator tätig, nachdem er schon zuvor als Juror agiert hat.
Anfang 2015 gab der Fernsehsender VOX das Ende der Kochsendung Die Küchenchefs bekannt. Im Oktober 2014 eröffnete er zusammen mit seinem Kollegen Ralf Zacherl und dem Berliner Weinladen Schmidt das Restaurant „Schmidt Z&KO“ in Berlin. Zudem bieten die beiden Köche dort unter dem Titel „Genussschule“ Kochkurse an. Ab September 2016 beteiligte er sich, zusammen mit Alexander Kumptner als Tanzpartner, bei Dance Dance Dance (RTL). Seit Januar 2020 kocht Mario Kotaska im Wechsel mit dem bisherigen Koch Armin Roßmeier für die Zuschauer des ZDF-Vormittagsmagazins „Volle Kanne“.

### Auszeichnungen
- 2013: Gastro-Stern (verliehen auf der Fachmesse Internorga) aufgrund des Geschäftskonzeptes des Imbisses „bratwerk“.[5]

- 2013: Silbermedaille der Gastronomischen Akademie Deutschlands (GAD) für das Kochbuch „Street Food“[6]

## Privates
Mario Kotaska ist verheiratet, Vater eines Sohnes und einer Tochter und lebt in Köln.